# IT-etik
IT-etik är en del av praktisk filosofi som handlar om hur personer inom IT-branschen bör fatta beslut om yrkesmässiga och sociala beteenden. Margaret Anna Pierce, professor vid Department of Mathematics and Computers vid Georgia Southern University har kategoriserat de etiska beslut som rör datateknik och användning i tre primära typer:
1. Den enskildes personliga kod.
2. Alla informella kod för etiskt uppförande som finns på arbetsplatsen.
3. Exponering för formella etiska koder.[2]

Som en del av IT-etiken ingår också begreppet etik på nätet. Numera är det svårt att skydda sig från negativa saker på internet, särskilt för barn. Datainspektionen driver en webbplats där man kan få information och anmäla om man blir illa behandlad. 